# 장훈복벽

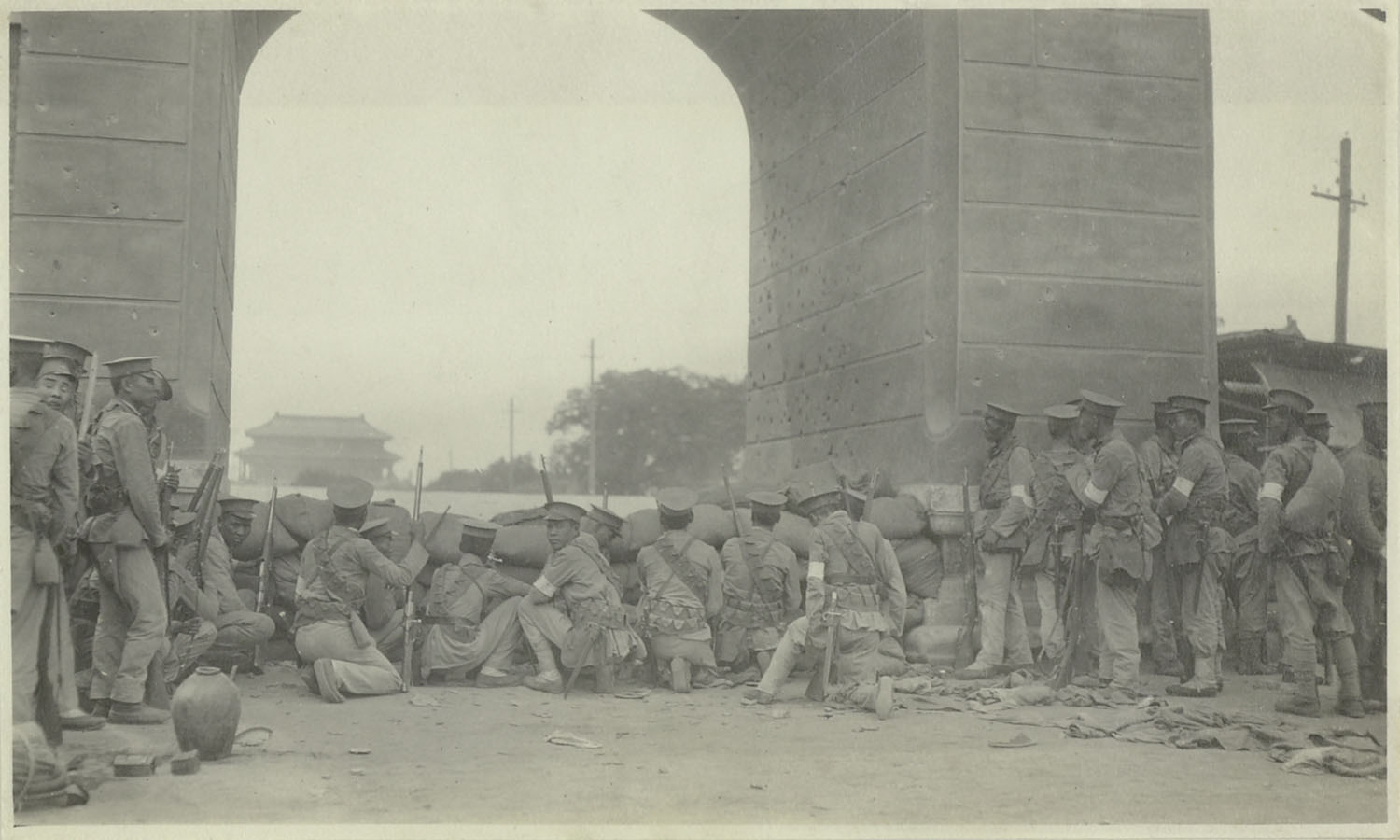

장훈복벽(張勲復辟)은 1917년 7월 1일부터 12일간 장훈(장쉰)(張勳)이 청(淸) 폐황제인 부의(푸이)(溥儀)를 복위시킨 사건이다.

## 개요
중화민국(中華民國)은 1917년 5월부터 대(對) 독일 참전을 놓고 대총통(大總統) 여원홍(리위안홍)(黎元洪)과 국무총리(國務總理) 단기서(돤치루이)(段祺瑞) 사이에 부원지쟁이 일어났다. 일본은 단기서를, 영국과 미국은 여원홍과 풍국장(펑궈장)(馮國璋)을 각각 지지하고 있었다. 여원홍은 단기서를 파면하려고 했고, 단기서는 이에 대항하여 예하의 각 성(省) 독군들에게 독립을 선언하게 했다. 여원홍은 안휘독군인 장훈에게 북경(베이징, 北京)에 들어가 조정하도록 요청했다. 6월 장훈은 3000명의 군사를 이끌고 북쪽으로 향했고, 14일, 북경에 들어갔다. 6월 30일, 자금성 내에서 진보침(陳寶琛) 등이 ‘어전회의’를 열어 청조의 부활 음모를 꾸몄고, 그날 심야에 역이나 우체국에 방화하여 여원홍에게 ‘대정봉환’을 권유했다.
7월 1일, 장훈 · 육군총장 왕사진, 보군통령 강조종, 경찰총감 우병상, 제12수장 진광원, 제13수장 이진재, 강유위(캉유웨이)(康有爲), 유정침, 심증식, 라오나이시안 등 300명이 정식으로 부의를 옹립하여 여원홍을 일등공으로 하고, 장훈, 왕사진, 진보침, 양돈언, 유정침, 원대화, 장진방을 내각의정 대신으로, 민국 6년을 선통(宣統) 9년으로 개정하고, 오색기를 용기(龍旗)로 고치며, 청조의 관제를 부활시켰다. 장훈은 의정대신(議政大臣)과 직례총독(直隷總督) · 북양대신(北洋大臣)을 겸하게 되었다.
이 소식이 전해지자 여론은 청의 부활에 반대했다. 여원홍은 협력을 거부했고, 일본 대사관으로 피신하여 각 성에 출병하여 토벌하도록 전보를 쳤다. 단기서는 ‘토역군(討逆軍)’을 조직하고 7월 7일에 랑팡에서 장훈군을 격파했다. 7월 12일, ‘토역군’은 북경에 입성했고, 부의는 장훈의 사직과 자신의 퇴위를 선언했다. 장훈은 네덜란드 대사관에서 천진(톈진, 天津)의 조계로 피신했고, 복벽은 실패로 끝났다.
복벽에는 이데올로기와 함께 강유위가 관여한 것 외에도 제1차 세계 대전에서 중국의 대 독일 참전을 원치 않는 독일이 배후에 있을 것으로 추정하고 있다.

## 영향
장훈은 여원홍을 재촉해 국회를 해산시켰다. 때문에 손문(쑨원)(孫文)은 광주(광저우)(廣州)에서 국회의원에게 남하하도록 호소했고, 이어 각 성의 중화혁명당원들에게 토벌을 명령했다. 이것이 호법운동(護法運動)으로 이어진다.

## 장훈 내각

### 내각
- 내각총리대신 ・직례총독・북양대신 : 장훈
- 외무부상서：양돈언
- 민정부상서：주가보
- 탁지부상서：장진방
- 학무부상서：당경숭
- 육군부상서：뇌진춘
- 참모부상서・육군총장：왕사진
- 해군부상서：살진빙
- 법부상서：로내선
- 우전부상서：첨천우
- 이번원상서：공상락이포
- 농공상부상서：이성탁
- 학부상서：심증식

### 기타
- 필덕원정원장：서세창
- 필덕원부원장：강유위
- 대학사：구홍기
- 양강총독・남양대신：풍국장
- 고문대신：조이손
- 경찰총감：오병상
- 보군통령：강조종
- 제12사장：진광원
- 제13사장：이진재
- 양광총독：육영정

## 같이 보기
- 군벌 시대
- 중화민국의 역사
- 신해혁명(1차혁명)(1911)
- 토원지역(2차혁명)(1913)
- 호국전쟁(1915-1916)
- 부원지쟁(1916)
- 독군단(1916-1918)
- 장훈복벽(1917)
- 호법운동(3차혁명)(1917-1922)
- 직환전쟁(1920)
- 직봉전쟁(1922-1924)
- 신문화운동
- 손문(쑨원)
- 원세개(위안스카이)
- 중화민국임시약법